# رضا بیک ایمانوردی
رضا بیک ایمانوردی (۲۵ خرداد ۱۳۱۵ – ۲۲ شهریور ۱۳۸۲) هنرپیشه سینما و ورزشکار ایرانی بود.

## زندگی
رضا ایمانوردی در ۲۵ خردادِ ۱۳۱۵ در تهران زاده شد، پدرش اصلان ایمانوردی از مهاجران باکو و مادرش اهل شاهین تپه بوئین زهرا بود. وی بعد از طی دوران نوجوانی به دلیل تسلط به زبان انگلیسی به استخدام سفارت آمریکا درآمد.
وی فعالیت هنری را سال ۱۳۳۷ با بازی در تروپ تئاتر «اُسکار» آغاز کرد.
در سال ۱۳۴۰ به دنبال برخوردی که با ساموئل خاچیکیان داشت، خاچیکیان اندام ورزیده و چهره سینمایی او را مناسب برای ایفای نقش در سینما تشخیص داد و از ایمانوردی دعوت به عمل آورد تا دراستودیو آژیر فیلم حضور پیدا کند.
او در این استودیو در اولین نقش زندگی سینمایی خود رل کوتاهی در فیلم فریاد نیمه شب بازی کرد، که همین نقش چند دقیقه‌ای باعث شد تا این کارگردان بزرگ در فیلم‌های بعدی خود مانند یک قدم تا مرگ، دلهره، ضربت، سرسام و … جهت بازی از او دعوت به عمل بیاورد.
بعد از ورود به صحنه سینما با اجرای نقش‌های مختلف در فیلم‌های اکشن و کُمدی با نام هنری بیک ایمانوردی در بیش از صدو پنجاه فیلم سینمایی، به عنوان پرکارترین بازیگر سینمای ایران در دهه ۴۰ و ۵۰ شمسی به محبوبیت ویژه‌ای در بین مردم دست یافت و به واسطه توانایی که او در ایفای نقش‌های مختلف سینمایی داشت، لقب مرد هزار چهره سینما را کسب کرد. او در طول فعالیت هنری‌اش با بازیگران سرشناسی از جمله محمد علی فردین، ناصر ملک مطیعی، بهروز وثوقی، ایرج قادری، فروزان، آذر شیوا، آرمان هوسپیان، پوری بنایی، منوچهر وثوق به نقش آفرینی پرداخته‌است.
بیک ایمانوردی در فیلم‌های کُمدی با الهام از (نقش ستوان کلمبو با بازی پیتر فالک) به همراه گویشی شیرین با دوبله منوچهر اسماعیلی ظاهر می‌شد که این فیلم‌ها در بین عامه مردم با استقبال زیادی همراه بود.
او در سال ۱۳۵۵ استودیو «آربی فیلم RB مخفف (رضا بیک)» را در خیابان نادری بنا نهاد که در آن اقدام به تهیه فیلم‌های ایرانی و نیز خرید و دوبله فیلم‌های خارجی می‌نمود.

## بازیگری در کشورهای خارجی
بیک در سال ۱۳۴۷ طی پیشنهاد یک فیلمساز ایتالیایی برای بازیگری به آن کشور سفر کرد و در فیلم صندلی الکتریکی در نقش اول بازی کرد، همچنین بیک در سینمای ترکیه چهره‌ای شناخته شده بود و به عنوان بازیگر در چندین فیلم ترکی شرکت داشت. فیلم فاتحین صحرا به کارگردانی محمد زرین‌دست چندین بار با نام "Treasure of the Lost Desert" در بسیاری از کشورها به نمایش درآمد.

پوستر فیلم صندلی الکتریکی

### بدل‌کاری
بیک ایمانوردی در جوانی از قهرمانان ورزش کشتی کچ ایران بود و حرفه اصلی که در سینما بسیار به او کمک کرد تا به شهرت برسد، کشتی کچ بود. بیک در باشگاه‌های ستاره، نادر و کیان تهران ضمن تمرین، گاهی سمت مربی را نیز بر عهده داشت. بعدها او تعدادی از شاگردان ورزشی خود را جهت پیشبرد فن بدل‌کاری وارد سینمای ایران کرد.
بیک پدیدآورنده هنر بدل‌کاری و ژانر اکشن در سینمای ایران بود، وی با مهارتش در فنون رزمی، زد و خورد رایج در فیلم‌های آن زمان را به صورت فنی درآورد و در طول فعالیتش تا حدود زیادی بدل‌کاری را در سینمای ایران گسترش داد.
در زمان فیلم‌برداری فیلم صندلی الکتریکی در ایتالیا هنرمندان معروفی چون سیلوا کوشچینا ملکه زیبایی ایتالیا و لورنس هاروی هنرپیشه نام‌دار آمریکایی غالباً در محل لوکیشن این فیلم حضور پیدا می‌کردند تا چگونگی بازی بیک ایمانوردی در سکانس‌های خطرناک توسط خودش را (که اصولاً توسط بدل‌کار بازی می‌شد) مشاهده نمایند.
او اکثر صحنه‌های خطرناک فیلم‌های خود را بدون استفاده از بدل شخصاً بازی و کارگردانی کرده‌است.

### دوران منع فعالیت هنری

احضار هنرمندان نامدار سینمای ایران به دادگاه انقلاب در سال ۱۳۵۸

بیک ایمانوردی در اوج محبوبیت و شهرت بعد از انقلاب ایران همانند دیگر هنرمندان سرشناس آن زمان، بارها به دادگاه انقلاب فراخوانده شد و در نهایت بعد از اخذ تعهد که فعالیت هنری در ایران انجام ندهد، رسماً از کار منع شد که او را مجبور به ترک کشور کرد و به همراه خانواده به آلمان و بعد به ایالات متحده آمریکا مهاجرت کرد. و در آن‌جا به رانندگی کامیون مشغول شد.
بیک ایمانوردی در دوران منع فعالیت و با خروج از ایران، چند فیلم نیز در ترکیه بازی کرد. حتی این هنرمند توانمند طرفدارانی در بین مردم ترکیه داشت.

### درگذشت
سرانجام رضا بیک ایمانوردی بعد از یکسال مبارزه با بیماری سرطان ریه، ساعت ۱۲:۴۸ بامداد روز ۲۲ شهریور ۱۳۸۲ در بیمارستان شهر فینیکس ایالت آریزونا در ایالات متحده آمریکا در سن ۶۷ سالگی درگذشت. پیکرش در گورستان پارک یادبود لوس گاتوس (Los Gatos Memorial Park) واقع در شهر سن خوزه ایالت کالیفرنیا به خاک سپرده شده‌است.

## فیلم‌شناسی

### بازیگر (۱۳۴)
- فریاد نیمه شب (۱۳۴۰)
- یک قدم تا مرگ (۱۳۴۰)
- زمین تلخ (۱۳۴۱)
- دلهره (۱۳۴۱)
- طلاق (۱۳۴۲)
- دزد شهر (۱۳۴۳)
- سرکش (۱۳۴۳)
- ببر رینگ (۱۳۴۳)
- ستاره صحرا (۱۳۴۳)
- گل‌های گیلان (۱۳۴۳)
- ضربت (۱۳۴۳)
- شیطان در می‌زند (۱۳۴۳)
- ولگرد قهرمان (۱۳۴۴)
- داغ ننگ (۱۳۴۴)
- زن و عروسک‌هایش (۱۳۴۴)
- سرسام (۱۳۴۴)
- جلاد (۱۳۴۴)
- دنیای پول (۱۳۴۴)
- نبرد غول‌ها (۱۳۴۴)
- عذاب مرگ (۱۳۴۴)
- نخاله قهرمان (۱۳۴۴)
- عصیان (۱۳۴۵)
- شارلاتان (۱۳۴۵)
- گدایان تهران (۱۳۴۵)
- آقا دزده (۱۳۴۵)
- مأمور ۱۱۴ (۱۳۴۵)
- مرد و نامرد (۱۳۴۵)
- مقصر پدرم بود (۱۳۴۵)
- مرد سرگردان (۱۳۴۵)
- میلیونر فراری (۱۳۴۵)
- علی‌بابا و چهل دزد (۱۳۴۶)
- مرد بی‌ستاره (۱۳۴۶)
- معجزه (۱۳۴۶)
- چرخ فلک (۱۳۴۶)
- یکه‌بزن (۱۳۴۶)
- میلیونرهای گرسنه (۱۳۴۶)
- پابرهنه‌ها (۱۳۴۷)
- مرد روز (۱۳۴۷)
- بهرام شیردل (۱۳۴۷)
- پنجه آهنین (۱۳۴۷)
- دلاور دوران (۱۳۴۷)
- لوطی قرن بیستم (۱۳۴۷)
- قوس و قزح (۱۳۴۷)
- مرد دو چهره (۱۳۴۷)
- صندلی الکتریکی (مشترک با ایتالیا، ۱۳۴۷))
- روسپی (۱۳۴۸)
- تک‌خال (۱۳۴۸)
- پهلوان پهلوانان (۱۳۴۸)
- لیلی و مجنون (۱۳۴۹)
- دور دنیا با جیب خالی (۱۳۴۹)
- ایوب (۱۳۵۰)
- یک مرد یک شهر (۱۳۵۰)
- پهلوان در قرن اتم (۱۳۵۰)
- پهلوان مفرد (۱۳۵۰)
- حیدر (۱۳۵۰)
- فاتحین صحرا (۱۳۵۰)
- قلاب (۱۳۵۰)
- دلقک‌ها (۱۳۵۰)
- رضا چلچله (۱۳۵۰)
- مبارزه با شیطان (۱۳۵۰)
- مردان سحر (۱۳۵۰)
- برای که قلب‌ها می‌تپد (۱۳۵۰)
- کاکل زری (۱۳۵۱)
- احمد چوپان (۱۳۵۱)
- بابا نان داد (۱۳۵۱)
- حسن دینامیت (۱۳۵۱)
- ظفر (۱۳۵۱)
- همیشه قهرمان (۱۳۵۱)
- مرد اجاره‌ای (۱۳۵۱)
- گذر اکبر (۱۳۵۱)
- بندری (۱۳۵۲)
- پاپوش (۱۳۵۲)
- در آخرین لحظه (۱۳۵۲)
- قصه شب (۱۳۵۲)
- پسرخوانده (۱۳۵۲)
- حریص (۱۳۵۲)
- کاکا سیاه (۱۳۵۲)
- کج کلاخان (۱۳۵۲)
- گدای میلیونر (۱۳۵۲)
- محبوب بچه‌ها (۱۳۵۲)
- گریز از مرگ (۱۳۵۲)
- آقا رضای گل (۱۳۵۳)
- عروس پابرهنه (۱۳۵۳)
- این دست کجه (۱۳۵۳)
- الکی خوش (۱۳۵۳)
- گل پری جون (۱۳۵۳)
- گروگان (۱۳۵۳)
- میرم بابا بخرم (۱۳۵۳)
- ناجورها (۱۳۵۳)
- یاور (۱۳۵۳)
- اسلحه (۱۳۵۴)
- جنجال (۱۳۵۴)
- چشم انتظار (۱۳۵۴)
- حسرت (۱۳۵۴)
- دو آقای با شخصیت (۱۳۵۴)
- رانده‌شده (۱۳۵۴)
- قسم (۱۳۵۴)
- زیبای پررو (۱۳۵۴)
- شبگرد (۱۳۵۴)
- مرد ناآرام (۱۳۵۴)
- نیزار (۱۳۵۴)
- قرار بزرگ (۱۳۵۴)
- مرد شرقی و زن فرنگی (۱۳۵۴)
- تنها حامی (۱۳۵۵)
- عنتر و منتر (۱۳۵۵)
- دلقک (۱۳۵۵)
- شادی‌های زندگی (۱۳۵۵)
- غیرت (۱۳۵۵)
- مادر جونم عاشق شده (۱۳۵۵)
- قادر (۱۳۵۵)
- هیولا (۱۳۵۵)
- سرنوشت یک مرد (Kader Bağlayınca) (در ترکیه، ۱۳۵۵)
- خانه کوچک (در ترکیه، ۱۳۵۶)
- قول شرف یا نبرد با زندگی (در ترکیه، ۱۳۵۶)
- همرزمان (در ترکیه، ۱۳۵۶)
- توفان (در ترکیه، ۱۳۵۶)
- فرزندان بابا (در ترکیه، ۱۳۵۶)
- دو کله‌شق (۱۳۵۶)
- صبح خاکستر (۱۳۵۶)
- عشق و خشونت (۱۳۵۶)
- کلام حق (۱۳۵۶)
- کوچ (۱۳۵۶)
- نان و نمک (۱۳۵۶)
- واسطه‌ها (۱۳۵۶)
- یکی خوش صدا یکی خوش دست (۱۳۵۶)
- همراهان (۱۳۵۶)
- روزهای بی‌خبری (۱۳۵۶)
- تپه ۳۰۳ (۱۳۵۶)
- سکوت بزرگ (۱۳۵۶)
- خیابانی‌ها (۱۳۵۷)
- نفس‌گیر (۱۳۵۷)
- سرنوشت‌سازان (۱۳۵۷)
- عبور از مرز شب (۱۳۵۷)
- سرخپوست‌ها (۱۳۵۷)
- راهی به سوی خدا (۱۳۵۸)

### کارگردان (۴)
- ببر رینگ (۱۳۴۳)
- نبرد غول‌ها (۱۳۴۴)
- مرد دو چهره (۱۳۴۶)
- محبوب بچه‌ها (۱۳۵۲)

### نویسنده (۳)
- ببر رینگ (۱۳۴۳)
- نبرد غول‌ها (۱۳۴۴)
- مرد دو چهره (۱۳۴۶)

### تهیه‌کننده (۱۳)
- ببر رینگ (۱۳۴۳)
- نبرد غول‌ها (۱۳۴۴)
- دلاور دوران (۱۳۴۷)
- پهلوان پهلوانان (۱۳۴۸)
- مبارزه با شیطان (۱۳۵۰)
- قلاب (۱۳۵۰)
- رضا چلچله (۱۳۵۰)
- مرد اجاره‌ای (۱۳۵۱)
- گریز از مرگ (۱۳۵۲)
- نبرد عقاب‌ها (۱۳۵۳)
- اسلحه (۱۳۵۴)
- واسطه‌ها (۱۳۵۶)

## نگارخانه

رضا بیک ایمانوردی، شورانگیز طباطبایی و آرمان در فیلم خیابانی‌ها
رضا بیک ایمانوردی در اواخر عمر
آرامگاه رضا بیک ایمانوردی در ایالت کالیفرنیا آمریکا
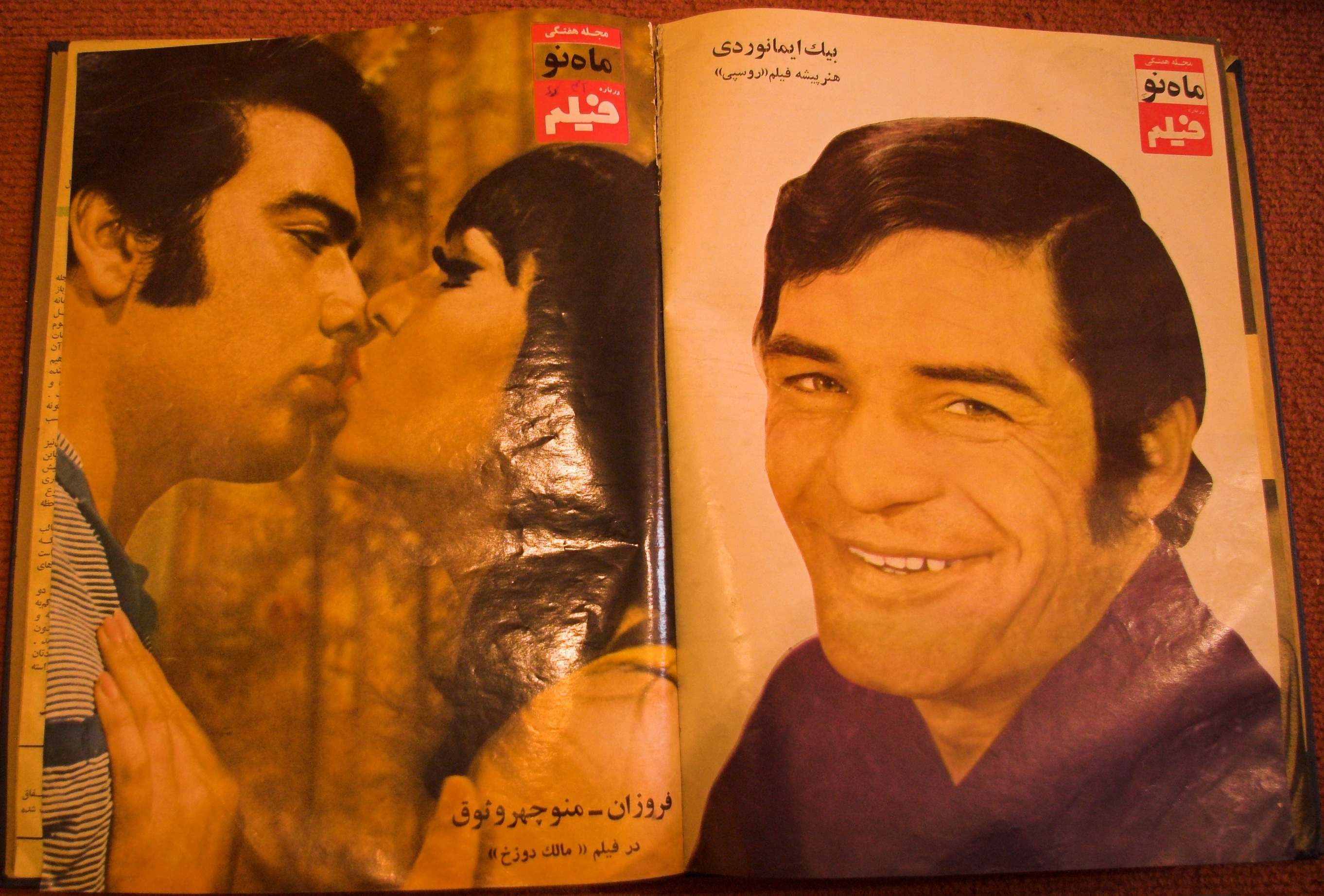
مجله ماه نو فیلم
پوستر فیلم زمین تلخ به همراه محمدعلی فردین